# 高木鑑房
高木 鑑房（たかぎ あきふさ）は、戦国時代の武将。少弐氏、大友氏の家臣。
『北肥戦誌』によると鑑房は、「勇力万人に優れ、早業は江都の素早さをも超越し、打物（剣・太刀）を使えば樊噲・長良にも恥じず、その上に魔法を習得しており、或る時は闇夜に日月を現し、或る時は酷暑に雪を降らせ、大空に立って大海を飛んだ」とある。

## 生涯
天文4年（1535年）に少弐資元が自害すると、少弐氏の家臣を辞して浪人となった。一時、大友義鑑の家臣となり偏諱（鑑の字）を授かるが、資元の子・少弐冬尚が少弐氏を再興すると、旧領に戻って復帰した。
天文20年（1551年）、土橋栄益が龍造寺隆信を追い落とそうとすると、これに加担する。しかし、天文22年（1553年）に隆信が復帰の軍を起こす。隆信勢が佐嘉飯盛城を攻め落とそうとするのを鑑房は1,300を率いて攻めたが、陣を崩されて若村（じゅうごむら）へ退去、八戸宗暘の加勢を得たものの討ち負けて精町（しらげまち）へ追い詰められ、居城の高木城へ退去した。
翌23年（1554年）、隆信による討伐軍が派されると三溝口で迎撃したが、討ち負けて高木城へ退くと、嫡男の盛房を人質に出して和睦、自らは杵島郡佐留志の前田家定を頼った。だがある朝、外から戻って従者に縁側で足を洗わせていたところを、隆信に寝返った家定に首を打ち落とされた。『北肥戦誌』には、鑑房は首のないまま自らの刀を抜くと、従者を斬り殺して、奥の間へ切り行ったが、家定の家臣数十人が槍で刺し貫き組み伏せたと記述されている。
鑑房の2人の子には、隆信より鑑房の旧領の一部が与えられたが、嫡子の盛房は天正10年（1582年）10月に龍造寺氏より離反した戸原紹真を攻めた際に、次男の太栄入道は天正12年（1584年）の沖田畷の戦いで、それぞれ戦死している。